# ハウエル・デイヴィス

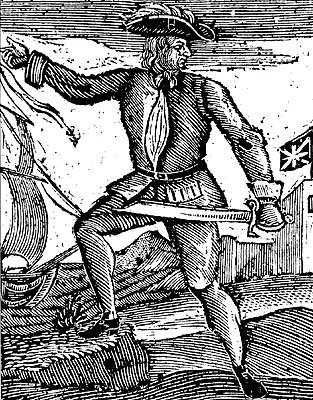
ハウエル・デイヴィス

ハウエル・デイヴィス（英語: Howell Davis、生年不明 - 1719年）は、ウェールズ人の海賊。同世代の海賊船長の中でも名が知られていて、なおかつ最も成功を収めていた海賊の一人である。デイヴィスと同時代の海軍医ジョン・アトキンスはデイヴィス、バーソロミュー・ロバーツ両名の数百人にも及ぶ手下のクルーたちがセネガンビアやゴールドコーストを荒らし回ったことによって、商人たちは恐怖に陥ったとしている。

## 海賊になるまで
デイヴィスはモンマウスシャーもしくはペンブロークシャーのミルフォードに生まれた。彼は、ギニア海岸へ行く「カドガン号」に一等航海士として乗り込んだ。ギニア海岸のシエラレオネにたどり着いた一行はそこで海賊のエドワード・イングランドに拿捕され船長は惨殺された。デイヴィスは仲間になるよう薦められたが断った。その勇気に感心したイングランドは、デイヴィスを船長にするようにと言い、手紙を渡した上で彼らを船に戻して解放した。その手紙には船やその積み荷をデイヴィスや乗組員の物とすることや、ブラジルでその積み荷を売り皆でその財を平等にわけるように、と言うことが書かれていたが乗組員はその手紙に反発しデイヴィスは乗組員を中傷した。その後デイヴィスは、乗組員たちに自由に何処にでも行くようにと言った。乗組員はバルバドス島に向かいそこでデイヴィスに中傷されたことや船長が死亡したことなどを報告した。それによりデイヴィスは3カ月間拘束された。
デイヴィスは拘束が解かれた後海賊たちの仲間になるために海賊の巣窟であるプロビデンス島に向かったが、海賊たちはウッズ・ロジャーズ総督に降伏し国王の許しも受けていた。デイヴィスは、ロジャーズ船長の2隻の貿易船の内の1隻である「バック号」に乗り込んで職を得た。貿易のため、フランス領マルティニク島に寄港したがそこでデイヴィスは反乱を起こし船を乗っ取った。海賊仲間に加わらない者は上述した2隻の貿易船の内のもう1隻である「マンヴィル・トレーダー号」に乗せられた。その後デイヴィスは海賊たちの会議で船長に選出され、掟の策定や全世界に対して宣戦布告をするという意見表明を行った。

## 海賊としての活動

### キューバ〜砦襲撃
彼らは、船底の垢掃除のため攻撃を受けにくいキューバの東端コクソンホールに向かった。船の清掃を済ませた一行はヒスパニオラ島北崖に向かった。その航海でフランス船2隻と遭遇しこをれを拿捕した。しかしその内1隻はスピードがなく海賊船には向かなかったため、弾薬やその他必需品を取った上でその船を元の持ち主に返した。
2隻を解放した後、彼らはまずアゾレス諸島行きその後ヴェルデ岬諸島のセントニコラスに向かってそこで錨を下ろした。その際イギリス国旗を掲げていたためにイギリスの私掠船だと思われた。彼らは、その地で娯楽を楽しんだり船の清掃を行ったりして5週間を過ごしたあとボナヴィスタに向けて出航した。その地には船が1隻もなかったためマヨ島に向かいそこで略奪と人員の強化を行った。その際、拿捕した1隻を「キング・ジェームズ号」と命名し、26門の大砲を備え付けて海賊船にした。
一味はポルトガル領セントジャゴに真水を探しに行ったところ、デイヴィスはその地の総督に海賊だと疑われ口論となった。デイヴィスは乗組員たちにその話をして海賊たちは船長が海賊だと疑われたことに腹を立てて、砦を襲うことになった。夜の間に砦に侵入して数人を殺害した後、大金が見込めるギニア海岸のガンビアにある要塞に向かった

### ガンビア〜死
要塞に近づいた彼らは貿易船に見えるように偽装工作を行って植民地総督と色々な会話をした後総督に食事に招かれた。
デイヴィスは食事を断り要塞の内部を偵察し情報収集に務めた。デイヴィスは2丁の銃と数人の部下を率いて食事に戻った。その場に総督と海賊たちしかいないと判断したデイヴィスは、総督の胸に銃を当てて降伏させた。部下たちが様々な準備を行った後、部下の1人がユニオン・ジャックを掲げて砦を乗っ取ったことを仲間に知らせた。敵味方双方に死者は出ずデイヴィスの熱弁に動かされ仲間に入る者もいた。1719年のことであった。
その翌日、彼らは砦を略奪していくつかの物品を手にいれた後出航しようとしたところでフランスの海賊ラ・ブーシュ(オリビエ・ルバスール)に出会った。ラ・ブーシュはデイヴィスの船を財貨積んだ船だと思い略奪しようとつけてきていたが、デイヴィスも海賊だと分かると、互いにボートを海に下ろして祝福しあった。交流を重ねた後、ラ・ブーシュは自分たちがもっと良い船を手に入れるまで一緒に航海するよう頼みデイヴィスは了解した。
シエラレオネに入港した一行は大型船を見つけそれに近づいたが、その船は砲撃をすると共に海賊旗を掲げたのでデイヴィスも海賊旗を掲げた。その船はトマス・コクリン船長の海賊船であり、皆で2日の間交流を重ねた。次の日にデイヴィス、コクリンはラ・ブーシュの船でその地の砦を襲うことにし数時間の戦闘の末、海賊側の援軍もあり相手が逃走したことによって勝利した。彼らはこの砦で約7週間過ごした。その間に1隻のギャレー船が入ってきたので、これをラ・ブーシュの船にした(2人は、ラ・ブーシュがデイヴィスに同行するように言ったときに最初に拿捕した船をラ・ブーシュの船とすることを約束していた)。彼らは、デイヴィスを指揮官とした3隻の船の艦隊で沿岸を南下すると言うことで同意した。しかし、デイヴィスが自船に皆を招いて酒を飲んでいる時に彼が2人に対して高圧的な発言をしたため3人はそれぞれ別の道を歩むことになった。その後デイヴィスはアポロニア岬やスリーポイント岬などで略奪を行った。その際、スリーポイント岬沖で遭遇したオランダの密輸船を拿捕し、その船に32門の大砲と27門の旋回砲を装備した上で「ローヴァー号」と命名した。
アンノボンにローヴァーとキング・ジェームズ両船をともなって入港したデイヴィスは「ヒンク号」、「プリンセス号」、「モリス号」を発見しこれを拿捕したが、モリス号の周辺にいたカヌーに襲撃のことを報告されてしまい要塞からの砲撃に会った(プリンセス号には2等航海士として海賊になる前のバーソロミュー・ロバーツが乗り込んでいた。)。しかし砲弾が重すぎたのでデイヴィスたちの船には届かなかった。同じ日の間にポルトガル領プリンス島(プリンシペ島)に向かった。その途中オランダに帰国中のアラクの植民地総督と15000ポンドを積んだ船を拿捕した。これによりヒンク、プリンセス、オランダの密輸船を解放した。プリンス島(プリンシペ島)への航海の間にキング・ジェームズ号が浸水したので錨をつないだ上でハイカメルーンに置かれた。島に到着したデイヴィスは自分たちを海賊を追跡中のイギリス軍艦だと語りポルトガル人を騙して島の総督に案内させた。

数日後、デイヴィスと数十人の部下たちは、総督たちの妻が住む村に行き性的な目的を遂げようとした。しかし女たちは海賊たちに気がつき森に逃走して無事だった。その事件の後、デイヴィスは島を略奪することにしたが財宝がどこにあるのか知らなかったため総督を上手く自船に誘き寄せてから拘束し4万ポンドの身代金を要求すると言う計画を立てた。しかし1人の男がこの計画や妻が住む村を襲ったこと等を総督に密告した。しかし、総督はデイヴィスの招待を受けることにした。
その次の日総督を迎えるため島に上陸したデイヴィスは総督に食事を進められてそれを受け入れた。しかしこの招待は総督側の罠で待ち伏せをしていた兵士の一斉射撃を受けて死亡した。
彼の仇を打つため仲間の海賊ウォルター・ケネディはこの地の奴隷商館を襲撃し要塞に火を放った。デイヴィスの後任に選ばれたバーソロミュー・ロバーツは、彼の復讐のためプリンス島(プリンシペ島)のポルトガル人居留地襲うだけではなく、ブラジルの「全聖人の港」であるバイアに停泊していたポルトガル船からいくつかの物品と約80000ポンド相当の値打ちを持つ金貨40000枚、後に自分で身に付けることになるダイアモンドの嵌められた十字架等を略奪した。

## 人物
デイヴィスが海賊行為を働いた理由は、卑しい商人、残忍な船長などに復讐をするためや、ポルトガル人が奴隷、商品等を買うために金を支払っていたという知識に裏打ちされたものでもあった。彼は拿捕した船のクルーを強制的に仲間に引き入れることはせずそれを誇りにしていた。そのため、ロバーツが海賊仲間に加わりたいと言ったときは喜んだと言う(ちなみにデイヴィスはロバーツと出会ってから6週間後に殺害されている)。
デイヴィス、オリヴィエール・ラ・ブーシュ、トマス・コクリンらの3人組は、とある晩シエラレオネの「黒人の淑女たち」に会うため「共有の箱」からクォーターマスターに無断でベストを取ってしまい、それを知って怒ったクルーたちは彼らからベストを取り(容認すると船長の独裁を許してしまうために)、一時的にその箱に戻してからクルーたちはそのベストを競売に掛けた、と言うエピソードが彼らの捕虜だったウィリアム・スネルグレイヴによって記録されている。